# 德顺军之战
德顺军之战指1161年（金海陵王正隆六年，宋高宗绍兴三十一年）九月至1163年（金世宗大定三年，宋孝宗隆興元年）正月间，南宋军队与金朝军队在陕西进行的作战。
1161年九月，金帝完颜亮兵分四路攻宋朝，金朝西路军副都统制张中彦率骑兵五千自凤翔府（今陕西省凤翔县），攻取大散关（今陕西省宝鸡市西南）后进入四川。派骑兵攻打黄牛堡（今陕西省宝鸡市西南），被宋军守将李彦坚击退。四川宣抚使吴璘派兵夜袭宝鸡渭河桥头寨成功后，派军收复秦州（今甘肃省天水市）、陇州（今陕西省千阳县西北）、洮州（今甘肃省临潭县），亲率主力收复大散关，分兵一部守和尚原（今陕西省宝鸡市西南），金军退守宝鸡，双方对峙。十二月，完颜亮兵败采石，被部将所杀，金军全线溃退，吴璘奉旨反攻，派军进攻巩州、陕州（今河南省三门峡市西）、商州、虢州（今河南省灵宝市）、华州（今陕西省华县）等地的金军。1162年三月，宋将吴挺于瓦亭（今宁夏隆德县东北）击败金军，吴璘于德顺军（今宁夏隆德县北）再败金军，金军退走。四五月间，宋军又收复环州、兰州、会州、熙州、巩州等州。1163年正月，宋孝宗诏令吴璘放弃德顺军，还军河池（今甘肃省徽县），金军乘势追击，宋军伤亡三万余人，使宋军将奋战所得十三州、三军再给金朝。